# Helicodontium leptodontium
Helicodontium leptodontium là một loài Rêu trong họ Myriniaceae. Loài này được (Mitt.) A. Jaeger mô tả khoa học đầu tiên năm 1878.